# 옥시링쿠스

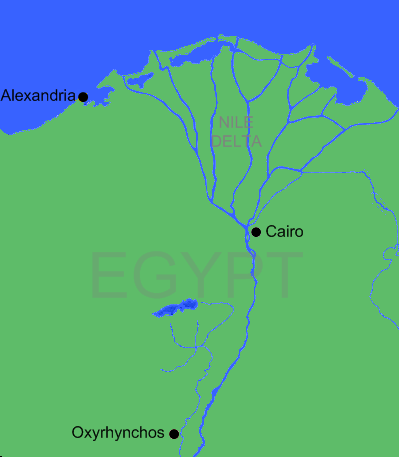
이집트내의 옥시링쿠스 위치

옥시링쿠스(그리스어: Οξύρρυγχος, 라틴어: 영어: Oxyrhynchus, 고대 이집트어: Pr-Medjed, 콥트어: Pemdje, 이집트 아랍어: el-Bahnasa, 한국어 뜻: 뾰족하게 튀어나온)는 (나일강) 상부 이집트, 곧 이집트 남쪽에 있는 도시로, 카이로에서 남남서쪽으로 160km 정도 떨어져 있다. 이는 고고학 발굴로 유명한데 많은 양의 프톨레마이오스와 로마 시대 파피루스 문서가 나왔기 때문이다. 메난드로스의 희곡과 옥시링쿠스 복음서와 그리스어판 도마 복음서가 대표적인 문서들이다.

## 같이 보기
- 옥시링쿠스 복음서